# Klaneos
Klaneos (altgriechisch Κλάνεος) war ein antiker Ort in Phrygien.
Von ihm ist einzig bekannt, dass er in der Spätantike Bischofssitz war, darauf geht das Titularbistum Claneus zurück. Die Lage wird bei dem Dorf Turgut bei Yunak (Konya) vermutet.